# فرانک شل
فرانک شل (انگلیسی: Frank Schell; ۲۲ اکتبر ۱۸۸۴ – ۵ دسامبر ۱۹۵۹) قایقران روئینگ اهل ایالات متحده آمریکا بود.